# 3-тя гвардійська мотострілецька дивізія (СРСР)
3-тя гвардійська мотострілецька Волноваська Червонопрапорна ордена Суворова дивізія (3 МСД, в/ч 61415) — військове з'єднання Сухопутних військ Радянської армії, а згодом Росії, що існувало у 1957—1993 роках. Дивізія створена 25 червня 1957 року на основі 3-ї гвардійської стрілецької дивізії в місті Клайпеда, Литовська РСР. Протягом Холодної війни, дивізія відносилась до кадрованих й утримувалася на рівні 15 % (1700 осіб) від повної штатної чисельності, перед передачею до складу флоту після 1989 року мала штат боєготової — утримувалась на рівні 65-70 % від штатної чисельності. Від 12 жовтня 1989 року передана до складу Балтійського флоту, як 3-тя гвардійська мотострілецька дивізія берегової оборони. Розформована 1 вересня 1993 року.

## Історія
Створена 25 червня 1957 року на основі 3-ї гвардійської стрілецької дивізії в місті Клайпеда, Литовська РСР.
Реорганізація 19 лютого 1962 року:
- створено 299-й окремий ремонтно-відновлювальний батальйон
- 966-й окремий ракетний дивізіон

У березні 1963 року 13-й гвардійський мотострілецький полк був переданий до складу 24-ї навчальної танкової дивізії та був заміщений на 287-й гвардійський мотострілецький полк зі складу 40-ї гвардійської танкової дивізії.
У 1968 році 187-й окремий гвардійський саперний батальйон було перейменовано на 187-й окремий гвардійський інженерно-саперний батальйон.
У 1972 році 000 окрема рота хімічного захисту була розгорнута в 000 окремий батальйон хімічного захисту.
Реорганізація 15 листопада 1972 року:
- створено 1271-й окремий протитанковий артилерійський дивізіон
- створено 000 окремий реактивний артилерійський дивізіон — включений до складу артилерійського полку в травні 1980

У січні 1980 року на основі інших трьох мотострілецьких полків було створено новий 395-й мотострілецький полк (восновному 9-й гвардійський мотострілецький полк), який було передислоковано до міста Термез, де його було включено до складу 201-ї мотострілецької дивізії.
У 1980 році 000 окремий автомобільний транспортний батальйон було перейменовано на 1026-й окремий батальйон матеріального забезпечення.
У 1988 році 000 окремий батальйон хімічного захисту було скорочено до 102-ї окремої роти хімічного захисту.
Від 12 жовтня 1989 року передана до складу Балтійського флоту, як 3-тя гвардійська мотострілецька дивізія берегової оборони.
Розформована 1 вересня 1993 року.

## Структура
Протягом історії з'єднання його структура та склад неодноразово змінювались.

### 1960
- 9-й гвардійський мотострілецький полк (Клайпеда, Литовська РСР)
- 13-й гвардійський мотострілецький полк (Клайпеда, Литовська РСР)
- 273-й гвардійський мотострілецький полк (Тельшяй, Литовська РСР)
- 277-й гвардійський танковий полк (Клайпеда, Литовська РСР)
- 22-й гвардійський артилерійський полк (Клайпеда, Литовська РСР)
- 1064-й зенітний артилерійський полк (Клайпеда, Литовська РСР)
- 86-й окремий гвардійський розвідувальний батальйон (Тельшяй, Литовська РСР)
- 187-й окремий гвардійський саперний батальйон (Клайпеда, Литовська РСР)
- 494-й окремий гвардійський батальйон зв'язку (Клайпеда, Литовська РСР)
- 000 окрема рота хімічного захисту (Клайпеда, Литовська РСР)
- 32-й окремий санітарно-медичний батальйон (Клайпеда, Литовська РСР)
- 000 окремий автомобільний транспортний батальйон (Клайпеда, Литовська РСР)

### 1970
- 9-й гвардійський мотострілецький полк (Клайпеда, Литовська РСР)
- 273-й гвардійський мотострілецький полк (Тельшяй, Литовська РСР)
- 287-й гвардійський мотострілецький полк (Тельшяй, Литовська РСР)
- 277-й гвардійський танковий полк (Клайпеда, Литовська РСР)
- 22-й гвардійський артилерійський полк (Клайпеда, Литовська РСР)
- 1064-й зенітний артилерійський полк (Клайпеда, Литовська РСР)
- 966-й окремий ракетний дивізіон (Клайпеда, Литовська РСР)
- 86-й окремий гвардійський розвідувальний батальйон (Тельшяй, Литовська РСР)
- 187-й окремий гвардійський інженерно-саперний батальйон (Клайпеда, Литовська РСР)
- 494-й окремий гвардійський батальйон зв'язку (Клайпеда, Литовська РСР)
- 000 окрема рота хімічного захисту (Клайпеда, Литовська РСР)
- 299-й окремий ремонтно-відновлювальний батальйон (Клайпеда, Литовська РСР)
- 32-й окремий санітарно-медичний батальйон (Клайпеда, Литовська РСР)
- 000 окремий автомобільний транспортний батальйон (Клайпеда, Литовська РСР)

### 1980
- 9-й гвардійський мотострілецький полк (Клайпеда, Литовська РСР)
- 273-й гвардійський мотострілецький полк (Тельшяй, Литовська РСР)
- 287-й гвардійський мотострілецький полк (Тельшяй, Литовська РСР)
- 277-й гвардійський танковий полк (Клайпеда, Литовська РСР)
- 22-й гвардійський артилерійський полк (Клайпеда, Литовська РСР)
- 1064-й зенітний рокетний полк (Клайпеда, Литовська РСР)
- 966-й окремий ракетний дивізіон (Клайпеда, Литовська РСР)
- 1271-й окремий протитанковий артилерійський дивізіон (Клайпеда, Литовська РСР)
- 86-й окремий гвардійський розвідувальний батальйон (Тельшяй, Литовська РСР)
- 187-й окремий гвардійський інженерно-саперний батальйон (Клайпеда, Литовська РСР)
- 494-й окремий гвардійський батальйон зв'язку (Клайпеда, Литовська РСР)
- 000 окремий батальйон хімічного захисту (Клайпеда, Литовська РСР)
- 299-й окремий ремонтно-відновлювальний батальйон (Клайпеда, Литовська РСР)
- 32-й окремий медичний батальйон (Клайпеда, Литовська РСР)
- 1026-й окремий батальйон матеріального забезпечення (Клайпеда, Литовська РСР)

### 1988
- 9-й гвардійський мотострілецький полк (Клайпеда, Литовська РСР)
- 273-й гвардійський мотострілецький полк (Тельшяй, Литовська РСР)
- 287-й гвардійський мотострілецький полк (Тельшяй, Литовська РСР)
- 277-й гвардійський танковий полк (Клайпеда, Литовська РСР)
- 22-й гвардійський артилерійський полк (Клайпеда, Литовська РСР)
- 1064-й зенітний рокетний полк (Клайпеда, Литовська РСР)
- 966-й окремий ракетний дивізіон (Клайпеда, Литовська РСР)
- 1271-й окремий протитанковий артилерійський дивізіон (Клайпеда, Литовська РСР)
- 86-й окремий гвардійський розвідувальний батальйон (Тельшяй, Литовська РСР)
- 187-й окремий гвардійський інженерно-саперний батальйон (Клайпеда, Литовська РСР)
- 494-й окремий гвардійський батальйон зв'язку (Клайпеда, Литовська РСР)
- 102-га окрема рота хімічного захисту (Клайпеда, Литовська РСР)
- 299-й окремий ремонтно-відновлювальний батальйон (Клайпеда, Литовська РСР)
- 32-й окремий медичний батальйон (Клайпеда, Литовська РСР)
- 1026-й окремий батальйон матеріального забезпечення (Клайпеда, Литовська РСР)

## Розташування
- Штаб: 55 43 13N, 21 07 32E
- Тельшяйські казарми: 55 59 23N, 22 14 17E (273-й та 287-й гвардійські мотострілецькі полки та 86-й окремий гвардійський розвідувальний батальйон) — залишилось тільки кілька оригінальних споруд
- Клайпедські казарми: 55 43 07N, 21 07 50E (решта дивізії) — велика територія на південь від залізничної станції/місцевість, частково на обох сторонах вулиці Херкауса Манто — сьогодні залишилось мало слідів та збериглося лише кілька оригінальних будівель

## Оснащення
Оснащення на 19.11.90 (за умовами УЗЗСЄ):
- 9-й гвардійський мотострілецький полк: 40 Т-72, 157 БТР-70, 6 БТР-60, 6 БМП-1, 18 122-мм гаубиця Д-30, 1 БМП-1КШ, 1 ПРП-4, 3 Р-145БМ, 1 БТР-60ПУ, 2 ПУ-12, 3 1В18, 1 1В19 та 1 МТУ-20
- 273-й гвардійський мотострілецький полк: 40 Т-72, 132 БМП-1, 18 122-мм гаубиця Д-30, 7 БМП-1КШ, 1 ПРП-4, 3 Р-145БМ, 1 БТР-60ПУ, 2 ПУ-12, 1 БРЕМ-4, 2 БРЕМ-2, 18 МТ-ЛБТ та 1 МТУ-20
- 287-й гвардійський мотострілецький полк: 40 Т-72, 132 БМП-2, 3 БМП-1, 18 122-мм гаубиця Д-30, 1 БМП-1КШ, 1 ПРП-4, 3 Р-145БМ, 1 БТР-60ПУ, 2 ПУ-12, 3 БРЕМ-2, 18 МТ-ЛБТ та 1 МТУ-20
- 277-й гвардійський танковий полк: 94 Т-72, 16 БМП-1, 3 Р-145БМ, 2 ПУ-12, 1 БТР-60ПУ, 3 БМП-1КШ, 1 ПРП-4, 18 МТ-ЛБТ та 4 МТУ
- 22-й гвардійський самохідний артилерійський полк: 66 2А65 «Мста-Б», 18 БМ-21 «Град», 4 ПРП-4, 3 1В18, 1 1В19, 2 Р-145БМ та 1 БТР-60ПУ
- 1064-й зенітний ракетний полк: ЗРК «Оса» (SA-8), 2 ПУ-12, 1 БТР-60ПУБ та 2 Р-145БМ
- 126-й окремий танковий батальйон: 51 Т-72, 14 БМП-2 та 1 МТУ-20
- 1271-й окремий протитанковий артилерійський дивізіон: 22 МТ-ЛБТ
- 86-й окремий гвардійський розвідувальний батальйон: 6 Т-72, 17 БМП-1 та 2 Р-145БМ
- 494-й окремий гвардійський батальйон зв'язку: 4 Р-145БМ та 1 ПУ-12